# Coll de Rates
El coll de Rates és una collada entre les serres del Ferrer (est) i del Carrascar de Parcent (oest), divisòria entre les comarques valencianes de la Marina Alta (nord) i la Marina Baixa (sud).
El coll se situa als 628 metres d'altura i per ell passa la carretera CV-715 que uneix Benidorm amb Gandia passant per Pego. Els termes municipals de Parcent, Alcanalí i Tàrbena conflueixen en ell.